# Live in Porto (album Coila)
Live in Porto to „oficjalny bootleg” Coil, zawierający nagrania z występu Coila na Casa da Musica Festival w Porto 23 czerwca 2003 roku. Na koncercie zagrali Peter Christopherson, Thighpaulsandra i Ossian Brown; John Balance był zbyt chory, by wystąpić, podobnie jak w Montrealu na Festiwalu Mutek.
Album został wydany na CD w półprzezroczystych, ręcznie zrobionych okładkach i sześciu limitowanych edycjach: „białej”, „czarnej”, „czerwonej”, „purpurowej”, „niebieskiej” i „różowej”. Dostępny jest też na oficjalnej stronie Coil, Thresholdhouse.com, jako pliki do ściągnięcia w formatach AAC, MP3 i FLAC.

## Spis utworów
| 1. | Blue Rats                          | 18:14   |
|    |                                    |         |
| 2. | Triple Sun                         | 12:56   |
|    |                                    |         |
| 3. | Radio Westin                       | 13:32   |
|    |                                    |         |
| 4. | Drip Drop                          | 10:04   |
|    |                                    |         |
| 5. | The First Five Minutes After Death | 11:24   |
|    |                                    |         |
|    |                                    | 1:06:10 |
|    |                                    |         |